# Кинг, Рон
Рональд (Суки) Кинг (англ. Ronald "Suki" King; род. 1956, Сент-Джордж) — барбадосский шашист, 13-кратный чемпион мира по чекерсу. В 1998 году установил рекорд по одновременной игре с 385 игроками, который зафиксирован в Книге рекордов Гиннесса.

## Биография
Рон Кинг, уроженец прихода Сент-Джордж, учился играть в чекерс в местных клубах и лавках. По собственным словам, Кинг осваивал игру самостоятельно, только к 20 годам узнав о существовании специальной литературы по этому виду спорта. В 1986 году, в свою первую поездку в США на турнир по чекерсу, Кинг, удививший местных шашистов своей активной игрой, был близок к тому, чтобы стать чемпионом США. В дальнейшем он выигрывал чемпионаты США и мира по чекерсу в обеих модификациях: классической GAYP (Go As You Please) и с жеребьёвкой трёх первых ходов (3-Move). Выиграв звания чемпиона мира в обеих дисциплинах в 2003 году, он стал 11-кратным обладателем этого титула, что стало новым рекордом.
В целях популяризации игры Кинг совершал частые зарубежные поездки, играя свои матчи, помимо родного Барбадоса, в США, Англии и Ирландии и устраивая показательные турне в Южной Африке и странах Карибского бассейна. В 1998 году в Хьюстоне (Техас) провёл сеанс одновременной игры с 385 соперниками, во всех партиях одержав победу. Этот сеанс занесён в Книгу рекордов Гиннесса.
От жены Хейзелдин у Рона Кинга две дочери и сын.

## Достижения в чекерсе и других видах шашек
- Чемпион мира (3-move): 1994, 1996, 1997[3]
- Чемпион мира (GAYP): 1991, 1992, 1996, 1998, 2000, 2003, 2006 (против Джека Фрэнсиса), 2006 (против Джеймса Моррисона), 2008, 2010[3]
- Победитель Открытого чемпионата Англии: 1991, 1993, 1995, 1997[1]
- Победитель Открытого чемпионата Ирландии: 1994, 2001, 2003[1]
- Победитель Открытого чемпионат Великобритании: 2002[1]

Участник чемпионатов Америки по международным шашкам 2002 (13 место), 2013 (13 место) и 2015 (11 место) годов.

## Признание
В 1991 и 1992 годах Рон Кинг признавался спортсменом года на Барбадосе. В 1992 году он был награждён Звездой за службу, которой граждане Барбадоса отмечаются за выдающиеся достижения. В 1998 году на саммите глав государств Карибского сообщества на Сент-Люсии Кинг был назван в числе 25 ведущих спортивных деятелей региона.